# هندسة أنسجة صمامات القلب
هندسة أنسجة صمامات القلب توفر علاجًا جديدًا ومتقدمًا مقترحًا لإنشاء صمام قلب حي للمرضى الذين يحتاجون إلى تغيير صمام القلب بالكامل أو جزئيًا. حاليًا، هناك أكثر من ربع مليون صمام قلب اصطناعي يتم زراعته سنويًا، ويُتوقع أن يرتفع عدد المرضى الذين يحتاجون إلى جراحات تغيير إلى ثلاثة أضعاف خلال الخمسين عامًا القادمة. رغم أن العلاجات الحالية المتوفرة مثل الصمامات الميكانيكية أو الصمامات البيولوجية ليست ضارة بصحة الفرد، لكل منها قيودها الخاصة إذ تتطلب الصمامات الميكانيكية استخدام مضادات التخثر مدى الحياة بينما تكون الصمامات البيولوجية عرضة للتدهور الهيكلي وتكرار الجراحة. لذلك، تعد هندسة أنسجة صمامات القلب في الموقع (في موقعها أو مكانها الأصلي) بمثابة نهج جديد يستكشف إمكانية إنشاء صمام قلب حي يتكون من خلايا المضيف الخاصة القادرة على النمو والتكيف والتفاعل ضمن النظام البيولوجي للجسم.
لم تصل الأبحاث بعد إلى مرحلة التجارب السريرية.

## الإجراء

### السقالات
يمكن استخدام مواد حيوية مختلفة، سواء كانت بيولوجية أو صناعية أو مزيجًا من الاثنين معًا، لتكوين سقالات، والتي عند زرعها في جسم الإنسان، قد تعزز تجدد أنسجة المضيف. أولًا، يتم أخذ الخلايا من المريض الذي سيتم زرع السقالة فيه. يتم تكثيف هذه الخلايا وزرعها في السقالة المكونة، والتي تُدخل بعد ذلك إلى جسم الإنسان. يعمل جسم الإنسان كمفاعل حيوي، ما يسمح بتكوين نسيج بيني خارج الخلية بالإضافة إلى البروتينات الليفية حول السقالة لتوفير البيئة اللازمة للقلب وجهاز الدوران. يؤدي الزرع الأولي للسقالة الغريبة إلى تفعيل مسارات تأشير مختلفة بتوجيه من الاستجابة للجسم الغريب لتفعيل الخلايا من الأنسجة المجاورة. تحاكي شبكة الألياف النانوية الجديدة المحيطة بالسقالة النسيج البيني خارج الخلية الأصلي للجسم المضيف. بمجرد أن تبدأ الخلايا في الانتشار في الوسط، تكون السقالة مصممة لتتحلل تدريجيًا، تاركةً وراءها صمام قلب مصنوعًا من خلايا الجسم المضيف، ويكون قادر تمامًا على متابعة تكاثر الخلايا وتحمل التغيرات البيئية داخل الجسم. تعد السقالة المصممة لهندسة الأنسجة إحدى المكونات الأكثر أهمية لأنها توجه بناء الأنسجة وقدرتها على البقاء والحفاظ على وظائفها لفترة طويلة بعد الزرع والتحلل.

#### بيولوجية
يمكن إنشاء السقالات البيولوجية من الأنسجة البشرية لمتبرعين أو من الحيوانات؛ ومع ذلك، غالبًا ما تكون الأنسجة الحيوانية أكثر شيوعًا لأنها متاحة على نطاق أوسع وأكثر وفرة. يؤخذ الطعم الأجنبي من متبرع من نوع مختلف عن المتلقي، إذ يمكن أخذ صمامات القلب من الخنازير أو الأبقار أو الأغنام. إذا استُخدمت الأنسجة البشرية أو الحيوانية، تكون الخطوة الأولى في إنشاء سقالات فعالة هي التجريد الخلوي، أي إزالة المحتويات الخلوية مع الحفاظ على النسيج البيني خارج الخلية، وهي خطوة مفيدة عند مقارنتها بتصنيع السقالات من الصفر. استُخدمت العديد من طرق التجريد الخلوي مثل استخدام المنظفات غير الأيونية والأيونية التي تثبط تفاعلات العناصر الخلوية أو استخدام الإنزيمات لقطع الروابط الببتيدية والحمض النووي الريبوزي (رنا) والحمض النووي الريبوزي منقوص الأكسجين (دنا).

#### مصنعة
هناك أيضًا طرق حالية لتصنيع السقالات وربطها بالإشارات البيولوجية. يمكن تصنيع السقالات باستخدام مواد بيولوجية أو صناعية أو مزيج منها من الصفر لمحاكاة صمام القلب الأصلي المراقب باستخدام تقنيات التصوير. بما أن السقالة مصنوعة من مواد خام، هناك مرونة أكبر بكثير في التحكم في خصائصها وضبطها. تتضمن بعض أنواع السقالات المصنعة سقالات مسامية صلبة ثلاثية الأبعاد تحتوي على شبكة كبيرة من المسام تسمح بالتدفق عبر الحطام الخلوي، ما يسمح بنمو الأنسجة والأوعية الدموية بشكل أكبر. يمكن تصنيع السقالات المسامية ثلاثية الأبعاد بالطباعة ثلاثية الأبعاد أو البوليمرات المختلفة، بدءًا من حمض البوليغليكوليك وعديد حمض اللبنيك وصولًا إلى البوليمرات الطبيعية مثل الكولاجين.

### التوافقية الحيوية
تشير التوافقية الحيوية للمادة الحيوية الأجنبية المزروعة جراحيًا إلى التآثرات ما بين المادة الحيوية وأنسجة الجسم المضيف. يمكن لخط الخلية ونوعها، مثل الخلايا المولدة الليفية، أن يؤثرا بشكل كبير على استجابات الأنسجة تجاه الأجهزة الأجنبية المزروعة عن طريق تغيير شكل الخلية. لذلك، يلعب كل من مصدر الخلية والادمصاص البروتيني، والذي يعتمد على الخواص السطحية للمادة الحيوية، دورًا حاسمًا في استجابة الأنسجة وارتشاح الخلايا إلى موقع السقالة.

## المنهجية

### الاستجابة الالتهابية

#### الالتهاب الحاد
يؤدي زرع أي جهاز أو مادة غريبة عن طريق الجراحة إلى حدوث درجة معينة من الإصابة النسيجية. لذلك، وخاصةً عند إزالة صمام القلب الأصلي إما جزئيًا أو كليًا، تؤدي أذية الأنسجة إلى سلسلة من الاستجابات الالتهابية وتثير حادثة الالتهاب الحاد. خلال المرحلة الأولية من الالتهاب الحاد، يحدث توسيع وعائي لزيادة تدفق الدم إلى موقع الجرح بالإضافة إلى تحرر عوامل النمو والسيتوكينات والخلايا المناعية الأخرى. بالإضافة إلى ذلك، تحرر الخلايا مركبات الأكسجين التفاعلية والسيتوكينات، والتي تسبب ضررًا ثانويًا للأنسجة المحيطة. تعمل هذه العوامل الكيميائية بعد ذلك على تنشيط عمل الخلايا المناعية الأخرى مثل الخلايا الوحيدة أو خلايا الدم البيضاء، والتي تعزز تشكل خثرة دموية ومطرس (نسيج بيني) غني بالبروتين.

#### الالتهاب المزمن
إذا استمرت الاستجابة الالتهابية الحادة، يصبح الجسم معرضًا للالتهاب المزمن. خلال مرحلة الالتهاب المستمر والجهازي هذه، تكون إحدى القوى الدافعة الأساسية هي ارتشاح الخلايا البلعمية الكبيرة. تحفز الخلايا البلعمية الكبيرة والخلايا اللمفاوية تكوين أنسجة وأوعية دموية جديدة للمساعدة في توفير العناصر الغذائية في موقع المادة الحيوية. يعمل النسيج الليفي الجديد بعد ذلك على تغليف المادة الحيوية الأجنبية بهدف الحد من التآثرات بين المادة الحيوية والأنسجة المحيطة بها. رغم أن إطالة أمد الالتهاب المزمن قد يكون مؤشرًا محتملًا للعدوى، قد يبقى الالتهاب موجودًا في بعض الحالات لمدة تصل إلى خمس سنوات بعد الجراحة. لوحظت حالة التهاب مزمن تتسم بوجود تليف وخلايا التهابية لدى خلايا الفئران بعد 30 يومًا من زرع الجهاز.
بعد الالتهاب المزمن، يحدث التمعدن بعد 60 يومًا تقريبًا من عملية الزرع بسبب تراكم الحطام الخلوي والتكلس، ما قد يؤدي إلى الخل بوظائف الأجهزة المزروعة المتوافقة حيويًا في الجسم الحي.

## الفوائد
توفر صمامات القلب المهندسة نسيجيًا مزايا معينة مقارنةَ بالصمامات البيولوجية والميكانيكية التقليدية:
- الصمام حي -يعد خيار وضع صمام قلب حي مثاليًا للغاية للأطفال إذ يتمتع بالقدرة على النمو والاستجابة لبيئته البيولوجية، وهو أمر مفيد بشكل خاص للأطفال الذين تتغير أجسامهم باستمرار. قد يساعد هذا الخيار في تقليل الحاجة إلى تكرار العملية خلال حياة الطفل.
- العملية مخصصة –بفضل إمكانية تصنيع السقالات المستخدمة في هندسة الأنسجة من الصفر، هناك درجة أعلى من المرونة والتحكم. يسمح ذلك بإمكانية تصميم صمامات قلب مهندسة نسيجيًا وأن تُضبط خصائصها مثل الشكل والمكونات الحيوية بشكل خاص يناسب المريض.

## المخاطر والتحديات
تبقى هناك ضرورة لمعالجة العديد من المخاطر والتحديات واستكشافها قبل أن يتم تطبيق صمامات القلب المهندسة نسيجيًا بشكل كامل في البيئة السريرية:
- التلوث –يمكن لمواد معينة أن تعزز بيئة ميكروبيولوجية تسهل الإصابة بالفيروسات والأمراض المعدية. عند زرع سقالة خارجية داخل جسم الإنسان، يمكن الحد من التلوث، رغم أنه حتمي، من خلال تطبيق تقنيات التعقيم.
- تآثرات السقالة –هناك العديد من المخاطر المرتبطة بالتآثرات ما بين الخلايا والسقالة المزروعة إذ أن متطلبات التوافقية الحيوية المحددة ما تزال غير معروفة إلى حد كبير في الأبحاث الحالية. بالإضافة إلى ذلك، تكون الاستجابة لهذه التآثرات شديدة التفرد، وتعتمد على البيئة البيولوجية المحددة للمريض؛ ولذلك، قد لا تحاكي النماذج الحيوانية الخاضعة للبحث سابقًا النتائج في جسم الإنسان بشكل دقيق. نظرًا للطبيعة التآثرية ما بين السقالة والأنسجة المحيطة بها، يجب النظر بعناية في بعض الخصائص مثل قابلية التحلل البيولوجي والتوافقية الحيوية وتوليد المناعة لأنها عوامل رئيسية في أداء المنتج النهائي.[13]
- التعقيد البنيوي –تعتبر صمامات القلب ذات بنية غير متجانسة ومعقدة للغاية وديناميكية، ما يشكل تحديًا أمام محاكاة الصمامات المهندسة نسيجيًا لها. يجب أن تتمتع الصمامات الجديدة بمتانة عالية مع تلبية الشكل التشريحي والوظائف الميكانيكية للصمام الأصلي.